# Южношотландски възвишения
Южношотландските възвишения (на английски: Southern Uplands) са нископланински и хълмисти райони в южната част на Шотландия с най-висока точка връх Мерик (843 m), издигащ се в крайната им югозападна част. Възвишенията са ръзположени между Ирландско море на югозапад и юг и Северно море на североизток, като на северозапад се спускат към Средношотландската низина, а на югоизток долината на река Тивиот (десен приток на Туид, влива се в Северно море) ги отделя от възвишението Чевиот Хилс. Дължина от югозапад на североизток около 180 km, ширина до 75 km. Образуват отделни масиви с височина 300 – 600 m. Други по-високи части са в масивите Брод Ло (839 m) и Лаутър Хил (732 m). Изградени са основно от гранити и кристалинни шисти. Има следи от древни заледявания (кари, морени, полета заети от валуни и др.). От тях водят началото си множество реки: Туид на изток, Еск, Анан, Нит, Дий и Кри на юг, Дун и Ервин на запад, Клайд на север. Заети са предимно от торфища, мочурища и овлажнени пасища. Областта е сравнително рядко населена, а основни икономически дейности са овцевъдство, млечно животновъдство и горско стопанство.